# Alpine County
Alpine County er et county i den amerikanske delstat Californien. Alpine County er det amt i Californien med lavest indbyggertal, 1208 personer ifølge folketællingen i 2000. Amtets administrative centrum ligger i Markleeville.
38°35′N 119°48′V / 38.58°N 119.8°V